# Байоно-авбонские языки
Байоно-авбонские языки — пара папуасских языков, байоно и авбоно, на каждом из которых говорят 100 человек на юго-востоке провинции Папуа в Индонезии. Язык авбоно является одноязычным[что?].
Языки недавно[когда?] были признаны как одно целое, и не были классифицированы Стивеном Вурмом и Малькольмом Россом.